# Jeroen Oprins
Jeroen Oprins (31 de agosto de 1994) es un jugador profesional de voleibol belga, que juega en la posición de opuesto. Desde la temporada 2019/2020, ha estado jugando para el equipo Lindemans Aalst.